# Peter Bent Brigham
Peter Bent Brigham (4 de septiembre de 1807 - 4 de mayo de 1877) fue un empresario estadounidense, restaurador, comerciante de bienes inmobiliarios y director del Ferrocarril de Fitchburg. Es conocido como filántropo por su dotación inicial del Hospital Brigham and Women's y de la Academia Brigham en Bakersfield (Vermont).

## Primeros años
Peter Bent Brigham nació en 1807 en Bakersfield (Vermont) como el séptimo de los nueve hijos de Uriah Brigham (1757-1820) y de Elizabeth (Fay) Brigham (1767-1837). Brigham era un descendiente directo de Thomas Brigham (1603-1653), uno de los primeros inmigrantes establecidos en Cambridge (Massachusetts), así como de John Bent (1596-1672), fundador de Sudbury (Massachusetts). Tenía poca educación formal y siendo un adolescente se dirigió a buscar trabajo a Boston, cuando murió su padre. Comenzó su carrera trabajando en las embarcaciones del Canal Middlesex, vendiendo pescado y ostras en Boston. Nunca se casó.

## Carrera en Boston
Brigham era dueño de un restaurante en la esquina de las calles Hanover y Court en Boston, que operó hasta que se vendió en 1869 debido a un proyecto de ampliación de calles. Inversor inmobiliario astuto y de gran éxito económico, decidió no postularse para ningún cargo público en Boston. Fue uno de los directores fundadores del Ferrocarril de Fitchburg y continuó su trabajo con el ferrocarril hasta su muerte.
Peter Bent Brigham murió en su casa en la esquina noreste de las calles Bulfinch y Allston en Beacon Hill en Boston el 24 de mayo de 1877. Está enterrado en el Cementerio de Mount Auburn de Cambridge (Massachusetts).

## Legado y donaciones
Brigham nunca se casó y no tuvo hijos. Siempre lamentó su falta de educación formal, lo que motivó que su legado se destinara a mejorar las oportunidades educativas en su ciudad natal de Bakersfield, lo que se tradujo en la fundación de la Academia Brigham. Los términos de su testamento también especificaban que, 25 años después de su muerte, se destinaría 1.300.000 dólares en un hospital "para la atención de personas enfermas en situación de indigencia". Las rentas generadas por el dinero habían incrementado la cantidad inicial hasta alcanzar los dos millones en 1902. Este dinero se utilizó para fundar el Hospital Brigham and Women's, que se abrió en 1913 y que más adelante se convirtió en un hospital de investigación médica de renombre mundial afiliado a la Escuela de Medicina Harvard.
El sobrino de Brigham, Robert Breck Brigham (1826-1900), también fue un restaurador y exitoso hombre de negocios. Siguió el ejemplo de su tío al fundar el Hospital Robert Breck Brigham en 1914 para atender a pacientes con artritis y otras enfermedades articulares debilitantes.
Los dos hospitales fundados por los Brigham se fusionaron con el Boston Hospital for Women en 1981 y ahora se conocen como el Hospital Brigham and Women's.